# Argenstein

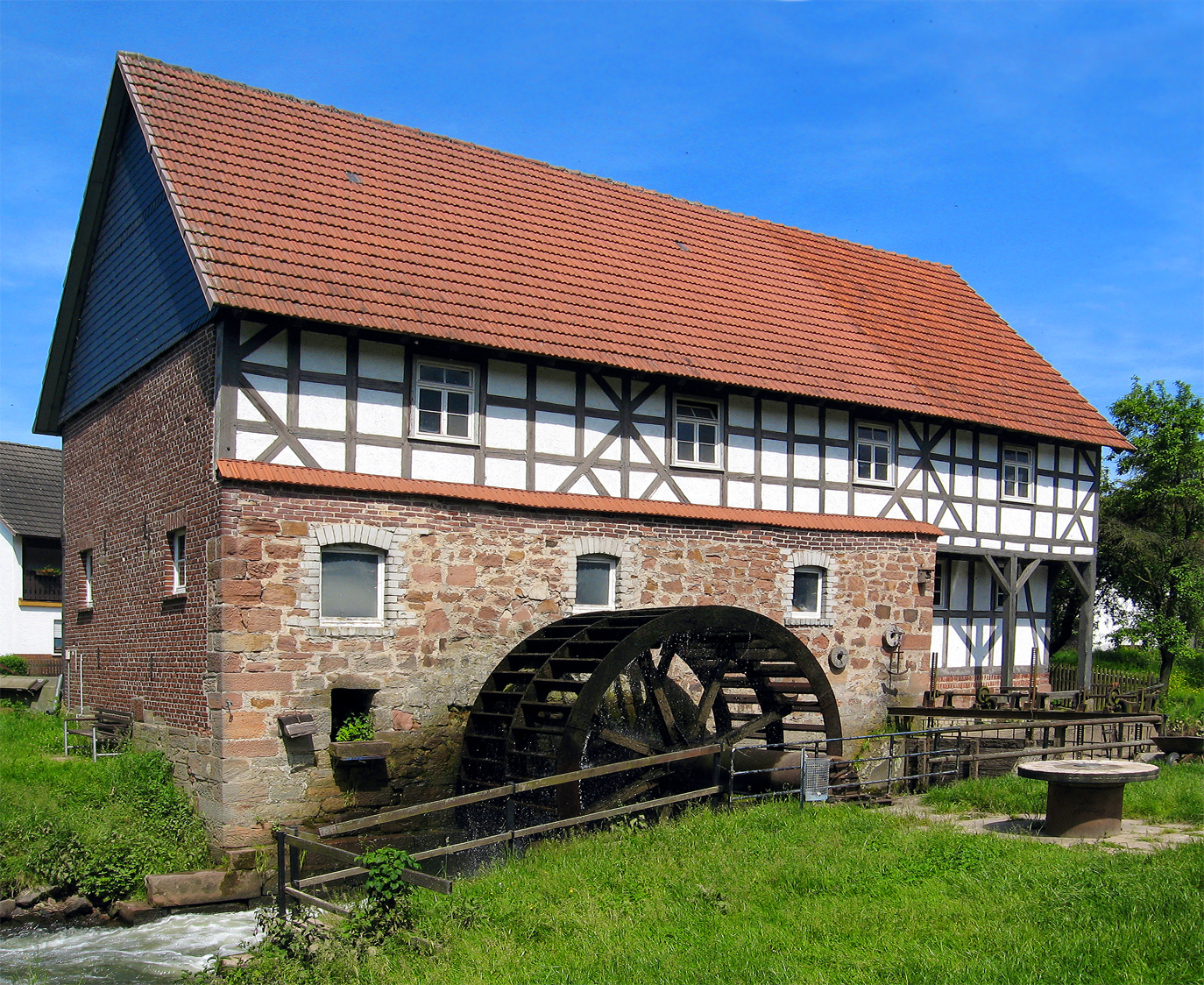
Historische Wassermühle an der Lahn

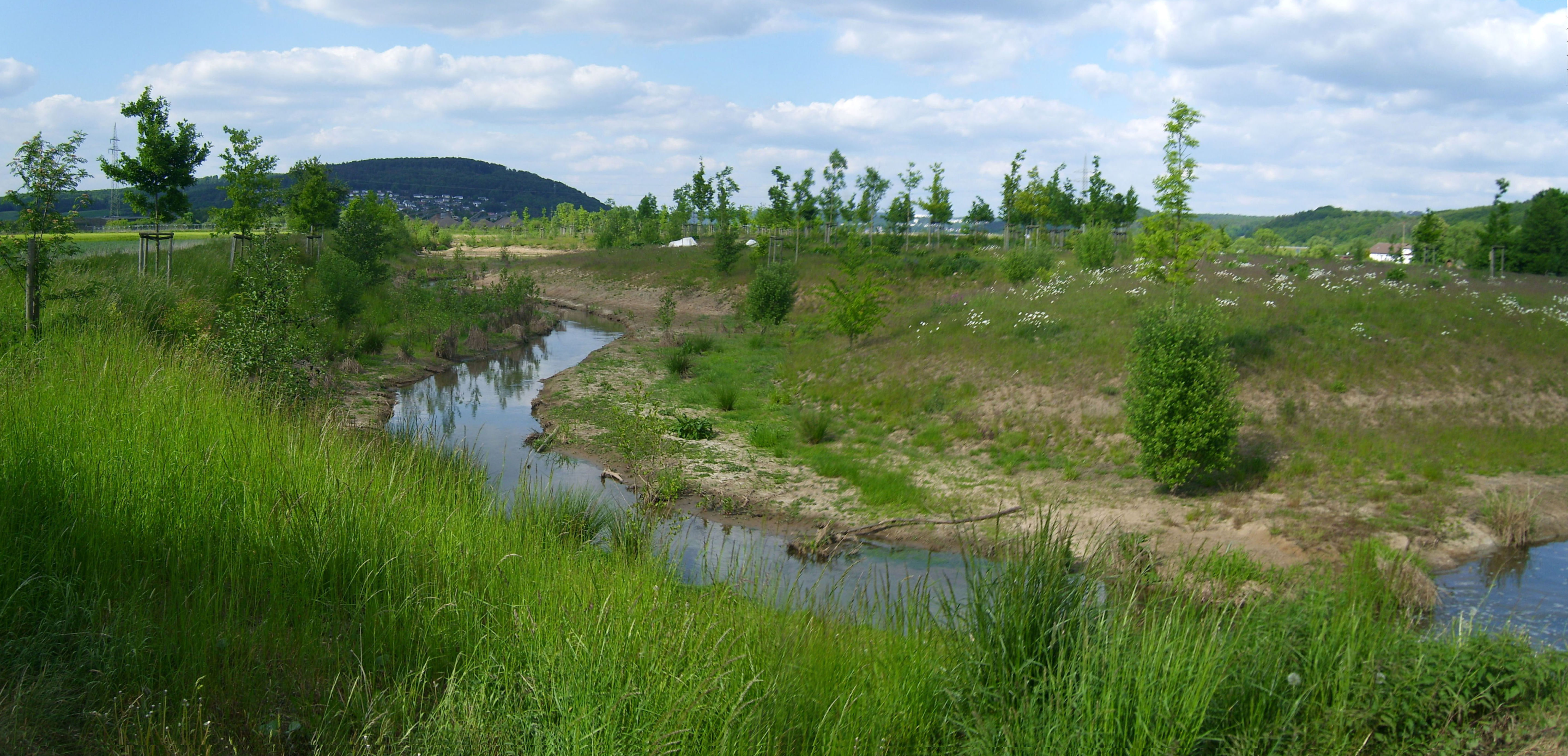
Die Par-Allna bei Argenstein

Argenstein ist ein Ortsteil der Gemeinde Weimar (Lahn) im mittelhessischen Landkreis Marburg-Biedenkopf. Der Ort liegt am westlichen Ufer der Lahn; westlich wird er von der Par-Allna und nach Nordosten vom Mündungslauf der Allna eingerahmt.

## Geschichte

### Ortsgeschichte
Die älteste bekannte schriftliche Erwähnung von Argenstein erfolgte unter dem Namen Argorstene im Jahr 1332. Argenstein erhielt 1902 eine eigene Schule, die heute jedoch nicht mehr existiert. Nachdem bei einem Hochwasser 1946 ein großer Teil des Ortes bis zu einem Meter unter Wasser stand, wurde das Dorf ab 1963 kanalisiert, um die Hochwassergefahr zu mindern.
Im Zuge der Gebietsreform in Hessen wurde die bis dahin selbständige Gemeinde Argenstein zum 1. Juli 1972 auf freiwilliger Basis in die Großgemeinde Weimar (Lahn) eingemeindet. Für Argenstein wurde wie für die übrigen Ortsteile von Weimar ein Ortsbezirk mit Ortsbeirat und Ortsvorsteher eingerichtet.

### Verwaltungsgeschichte im Überblick
Die folgende Liste zeigt die Staaten und Verwaltungseinheiten, denen Argenstein angehört(e):
- vor 1567: Heiliges Römisches Reich, Landgrafschaft Hessen, Amt Marburg, Vogtei der Schenck zu Schweinsberg[7]
- ab 1567: Heiliges Römisches Reich, Landgrafschaft Hessen-Marburg, Amt Marburg, Vogtei der Schenck zu Schweinsberg[8]
- 1604–1648: Heiliges Römisches Reich, strittig zwischen Landgrafschaft Hessen-Darmstadt und Landgrafschaft Hessen-Kassel (Hessenkrieg), Amt Marburg, Vogtei der Schenck zu Schweinsberg
- ab 1648: Heiliges Römisches Reich, Landgrafschaft Hessen-Kassel, Amt Marburg, Vogtei der Schenck zu Schweinsberg
- ab 1806: Landgrafschaft Hessen-Kassel, Amt Fronhausen
- 1807–1813: Königreich Westphalen, Departement der Werra, Distrikt Marburg, Kanton Lohra
- ab 1815: Kurfürstentum Hessen, Amt Fronhausen[9]
- ab 1821: Kurfürstentum Hessen, Provinz Oberhessen, Kreis Marburg[10][Anm. 2]
- ab 1848: Kurfürstentum Hessen, Bezirk Marburg
- ab 1851: Kurfürstentum Hessen, Provinz Oberhessen, Kreis Marburg
- ab 1867: Königreich Preußen, Provinz Hessen-Nassau, Regierungsbezirk Kassel, Kreis Marburg
- ab 1871: Deutsches Reich, Königreich Preußen, Provinz Hessen-Nassau, Regierungsbezirk Kassel, Kreis Marburg
- ab 1918: Deutsches Reich, Freistaat Preußen, Provinz Hessen-Nassau, Regierungsbezirk Kassel, Kreis Marburg
- ab 1944: Deutsches Reich, Freistaat Preußen, Provinz Kurhessen, Landkreis Marburg
- ab 1945: Amerikanische Besatzungszone, Groß-Hessen, Regierungsbezirk Kassel, Landkreis Marburg
- ab 1946: Amerikanische Besatzungszone, Hessen, Regierungsbezirk Kassel, Landkreis Marburg
- ab 1949: Bundesrepublik Deutschland, Hessen, Regierungsbezirk Kassel, Landkreis Marburg
- ab 1972: Bundesrepublik Deutschland, Land Hessen, Regierungsbezirk Kassel, Landkreis Marburg, Gemeinde Weinmar[Anm. 3]
- ab 1974: Bundesrepublik Deutschland, Land Hessen, Regierungsbezirk Kassel, Landkreis Marburg-Biedenkopf, Gemeinde Weinmar

### Gerichte seit 1821
Mit Edikt vom 29. Juni 1821 wurden in Kurhessen Verwaltung und Justiz getrennt. Der Kreis Marburg war für die Verwaltung und das Justizamt Fronhausen war als Gericht in erster Instanz für Argenstein zuständig. Nach der Annexion Kurhessens durch Preußen 1866 erfolgte am 1. September 1867 die Umbenennung des bisherigen Justizamtes in Amtsgericht Fronhausen. Das Amtsgericht Fronhausen wurde 1943 geschlossen. Es wurde zunächst als Zweigstelle des Amtsgerichts Marburg geführt und 1948 endgültig aufgelöst. Der Gerichtsbezirk wurde dem Amtsgericht Marburg zugeordnet.

## Bevölkerung

### Einwohnerstruktur 2011
Nach den Erhebungen des Zensus 2011 lebten am Stichtag dem 9. Mai 2011 in Argenstein 345 Einwohner. Darunter waren 3 (0,9 %) Ausländer.
Nach dem Lebensalter waren 57 Einwohner unter 18 Jahren, 141 zwischen 18 und 49, 84 zwischen 50 und 64 und 63 Einwohner waren älter. Die Einwohner lebten in 147 Haushalten. Davon waren 39 Singlehaushalte, 39 Paare ohne Kinder und 51 Paare mit Kindern, sowie 18 Alleinerziehende und 3 Wohngemeinschaften. In 27 Haushalten lebten ausschließlich Senioren und in 102 Haushaltungen leben keine Senioren.

### Einwohnerentwicklung
| Quelle: | Historisches Ortslexikon                                                                              |
| • 1544: | 7 Hausgesesse                                                                                         |
| • 1577: | 7 Hausgesesse                                                                                         |
| • 1747: | 21 Haushalte                                                                                          |
| • 1838: | 160 Einwohner (Familien: 20 nutzungsberechtigte, 8 nicht nutzungsberechtigte Ortsbürger, 2 Beisassen) |

| Argenstein: Einwohnerzahlen von 1773 bis 2011 | Argenstein: Einwohnerzahlen von 1773 bis 2011 | Argenstein: Einwohnerzahlen von 1773 bis 2011 | Argenstein: Einwohnerzahlen von 1773 bis 2011 | Argenstein: Einwohnerzahlen von 1773 bis 2011 |
| --- | --------------------------------------------- | --------------------------------------------- | --------------------------------------------- | --------------------------------------------- |
| Jahr |                                               |                                               |                                               | Einwohner                                     |
| 1773 | 1773                                          |                                               | 85                                            | 85                                            |
| 1800 | 1800                                          |                                               | ?                                             | ?                                             |
| 1834 | 1834                                          |                                               | 150                                           | 150                                           |
| 1840 | 1840                                          |                                               | 159                                           | 159                                           |
| 1846 | 1846                                          |                                               | 183                                           | 183                                           |
| 1852 | 1852                                          |                                               | 184                                           | 184                                           |
| 1858 | 1858                                          |                                               | 173                                           | 173                                           |
| 1864 | 1864                                          |                                               | 188                                           | 188                                           |
| 1871 | 1871                                          |                                               | 210                                           | 210                                           |
| 1875 | 1875                                          |                                               | 235                                           | 235                                           |
| 1885 | 1885                                          |                                               | 229                                           | 229                                           |
| 1895 | 1895                                          |                                               | 243                                           | 243                                           |
| 1905 | 1905                                          |                                               | 281                                           | 281                                           |
| 1910 | 1910                                          |                                               | 279                                           | 279                                           |
| 1925 | 1925                                          |                                               | 272                                           | 272                                           |
| 1939 | 1939                                          |                                               | 287                                           | 287                                           |
| 1946 | 1946                                          |                                               | 385                                           | 385                                           |
| 1950 | 1950                                          |                                               | 360                                           | 360                                           |
| 1956 | 1956                                          |                                               | 355                                           | 355                                           |
| 1961 | 1961                                          |                                               | 320                                           | 320                                           |
| 1967 | 1967                                          |                                               | 354                                           | 354                                           |
| 1980 | 1980                                          |                                               | ?                                             | ?                                             |
| 1990 | 1990                                          |                                               | ?                                             | ?                                             |
| 2000 | 2000                                          |                                               | 356                                           | 356                                           |
| 2005 | 2005                                          |                                               | 370                                           | 370                                           |
| 2010 | 2010                                          |                                               | 359                                           | 359                                           |
| 2011 | 2011                                          |                                               | 345                                           | 345                                           |
| Datenquelle: Historisches Gemeindeverzeichnis für Hessen: Die Bevölkerung der Gemeinden 1834 bis 1967. Wiesbaden: Hessisches Statistisches Landesamt, 1968. Weitere Quellen: LAGIS; nach 1970: Gemeinde Weimar:; Zensus 2011 |                                               |                                               |                                               |                                               |

### Historische Religionszugehörigkeit
| Quelle: | Historisches Ortslexikon                                          |
| • 1861: | alle Einwohner evangelisch-lutherisch                             |
| • 1885: | 229 evangelische (= 100,00 %) Einwohner                           |
| • 1961: | 299 evangelische (= 93,44 %), 17 katholische (= 5,31 %) Einwohner |

### Historische Erwerbstätigkeit
| Quelle: | Historisches Ortslexikon |
| • 1773: | Erwerbspersonen: 1 Wagner, 6 Leineweber, 3 Korbmacher, 2 Tagelöhner, Tagelöhnerinnen.                                               |
| • 1838: | Familien: 20 Ackerbau, 10 Gewerbe.                                                                                                  |
| • 1961: | Erwerbspersonen: 55 Land- und Forstwirtschaft, 60 Produzierendes Gewerbe, 31 Handel und Verkehr, 26 Dienstleistungen und Sonstiges. |

## Sehenswürdigkeiten
- Die bedeutendste Sehenswürdigkeit Argensteins ist die erstmals 1332 urkundlich erwähnte Nehmühle an der Lahn.
- Seit Sommer 2011 liegt westlich des Dorfes das als Ausgleichsmaßnahme geschaffene Biotop Par-Allna, das feuchtes Offenland liebenden Vogelarten als Rastplatz dienen soll.
- Unmittelbar nordwestlich des Dorfes entsteht das archäologische Freilichtmuseum Zeiteninsel, dass im September 2025 seinen musealen Vollbetrieb aufnehmen soll.

## Vereine
In Argenstein bestehen verschiedene Vereine für Sport und Kultur. Dem 1945 gegründeten Sportclub (SC) Roth schloss sich Argenstein 1955 an. Seitdem heißt der Verein SC Roth/Argenstein. Er hat neben einer Fußballabteilung, die in einer gemeinsamen Fußballspielgemeinschaft mit der SG Niederwalgern/Wenkbach als FSG Südkreis am Spielbetrieb teilnimmt, eine Gymnastikabteilung. Weiterhin existieren in Argenstein eine Burschen- und Mädchenschaft, die jährlich verschiedene Feste veranstaltet, sowie eine Freiwillige Feuerwehr und eine Jugendfeuerwehr, der Gesangverein „Liederkranz“ und der "Neue Chor Argenstein" (NCA).